# Anatomická variabilita

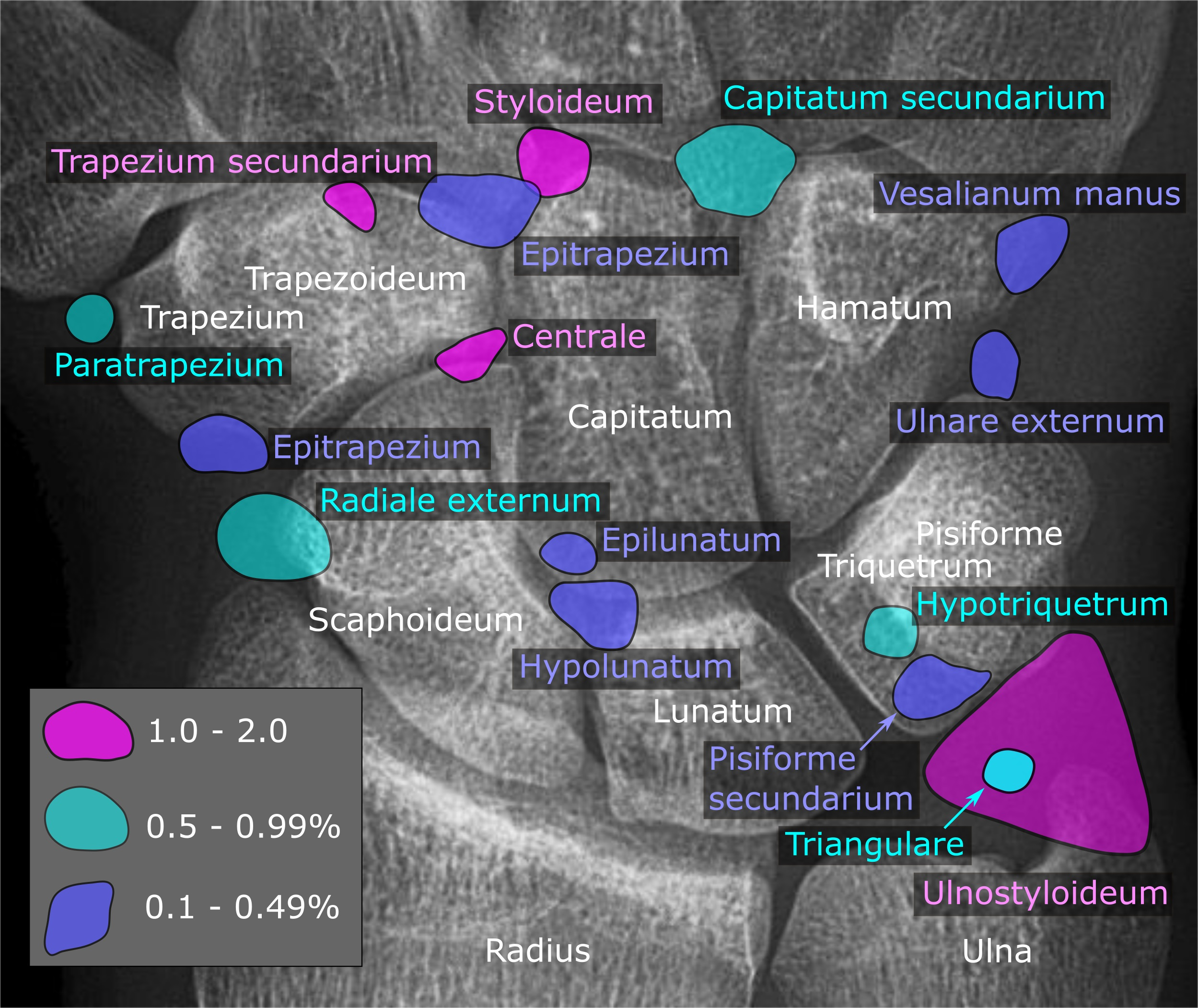
Možný výskyt variabilních kostí zápěstí člověka

Anatomická variabilita je termín popisující rozdíly mezi anatomickými strukturami jednotlivých živočichů stejného druhu. Variabilita je podmíněna především genetickými vlivy a může se značně lišit napříč populacemi. Míra variability jednotlivých orgánů se značně liší, proto za normu označujeme stav, který se vyskytuje u daného druhu s největší pravděpodobností.
Variace mohou být přítomny v libovolném orgánovém systému. 

## Muskuloskeletální systém
Variabilní může být většina anatomických struktur skeletu. Od přídatných kostí (např.: akcesorní kosti nohy, nebo lokte) k separaci jejich osifikačních center (např.: patella bipartia).  Na kostích se mohou vyskytovat i přídatné výrůstky (např.: processus supracondylaris humeri), otvory (např.: foramen supratrochleare) nebo prohlubně (např.: fossa occipitalis mediana) .